# Szlávy-kormány
A Szlávy-kormány 1872. december 5. és 1874. március 21. között kormányozta Magyarországot a Lónyay-kormány lemondása után, Szlávy József vezetésével. Lemondása után Bittó István alakíthatta meg saját kormányát.

## A kormány tagjai

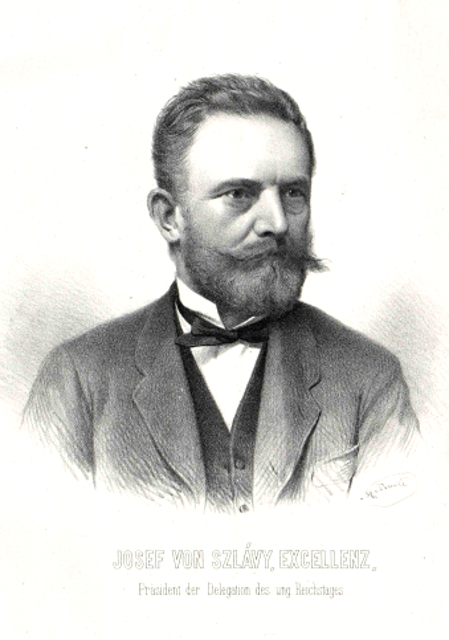
Szlávy József 1870 körül

| Név                                                | hivatal kezdete    | hivatal vége       | párt           | megjegyzés                                |
| Miniszterelnök                                     | Miniszterelnök     | Miniszterelnök     | Miniszterelnök | Miniszterelnök                            |
| -------------------------------------------------- | ------------------ | ------------------ | -------------- | ----------------------------------------- |
| Szlávy József                                      | 1872. december 4.  | 1874. március 21.  | Deák-párt      |                                           |
| Belügyminiszter                                    |                    |                    |                |                                           |
| Tóth Vilmos                                        | 1872. december 5.  | 1873. március 5.   | Deák-párt      |                                           |
| Szapáry Gyula                                      | 1873. március 5.   | 1874. március 21.  | Deák-párt      |                                           |
| Pénzügyminiszter                                   |                    |                    |                |                                           |
| Kerkapoly Károly                                   | 1872. december 5.  | 1873. december 19. | Deák-párt      |                                           |
| Szlávy József                                      | 1873. december 19. | 1874. március 21.  | Deák-párt      | miniszterelnökként, ideiglenesen          |
| Igazságügy-miniszter                               |                    |                    |                |                                           |
| Pauler Tivadar                                     | 1872. december 5.  | 1874. március 21.  | Deák-párt      |                                           |
| Honvédelmi miniszter                               |                    |                    |                |                                           |
| Szlávy József                                      | 1872. december 5.  | 1872. december 15. | Deák-párt      | miniszterelnökként, ideiglenesen          |
| Szende Béla                                        | 1872. december 15. | 1874. március 21.  | pártonkívüli   |                                           |
| A király személye körüli miniszter                 |                    |                    |                |                                           |
| Wenckheim Béla                                     | 1872. december 5.  | 1874. március 21.  | Deák-párt      |                                           |
| Vallás- és közoktatásügyi miniszter                |                    |                    |                |                                           |
| Trefort Ágoston                                    | 1872. december 5.  | 1874. március 21.  | Deák-párt      |                                           |
| Földmívelés-, ipar-, és kereskedelemügyi miniszter |                    |                    |                |                                           |
| Zichy József                                       | 1872. december 5.  | 1874. március 21.  | Deák-párt      |                                           |
| Közmunka- és közlekedésügyi miniszter              |                    |                    |                |                                           |
| Tisza Lajos                                        | 1872. december 5.  | 1873. december 19. | Deák-párt      |                                           |
| Zichy József                                       | 1873. december 19. | 1874. március 21.  | Deák-párt      | párhuzamosan földművelésügyi miniszter is |
| Horvát–dalmát–szlavón tárca nélküli miniszter      |                    |                    |                |                                           |
| Pejacsevich Péter                                  | 1872. december 5.  | 1874. március 21.  | ?              |                                           |